# Victor Penalber
Victor Rodrigues Penalber de Oliveira, (* 22. května 1990 v Rio de Janeiru, Brazílie) je brazilský zápasník – judista.

## Sportovní kariéra
S judem začal ve 4 letech v rodném Riu. Do brazilské seniorské reprezentace se dostal v roce 2008 v 18 letech, ale téhož roku byl na podzim po mistrovství světa týmů pozitivně testován na diuretikum furosemid, látku snižující tělesnou hmotnost. Dostal dvouletý zákaz startu a na tatami se vrátil koncem roku 2010. Připravuje se v tréninkovém centru Reação v Riu. Na přelomu roku 2012/13 byl několik měsíců světovou jedničkou v polostřední váze. V roce 2016 startoval jako domácí reprezentant na olympijských hrách v Riu. Ve třetím kole se utkal se Sergiu Tomou ze Spojených arabských emirátů a hned na úvod zaváhal v boji zblízka a spadl na wazari. Koncem druhé minuty napínavého zápasu se mu podařilo po kombinaci o-soto-gari+ko-soto-gake snížit jukem, ale po další minutě neuhlídal Tomův nástup do sode-curikomi-goši a prohrál na wazari-ippon.

### Vítězství
- 2012 - 3x světový pohár (Rio de Janeiro, Abú Dhabí, Čching-tao)
- 2014 - 1x světový pohár (Ťumeň)

## Výsledky
| Turnaj                  | 2008       | 2009       | 2010       | 2011       | 2012             | 2013             | 2014             | 2015             | 2016             |
| Turnaj                  | 18         | 19         | 20         | 21         | 22               | 23               | 24               | 25               | 26               |
| Turnaj                  | lehká váha | lehká váha | lehká váha | lehká váha | polostřední váha | polostřední váha | polostřední váha | polostřední váha | polostřední váha |
| ----------------------- | ---------- | ---------- | ---------- | ---------- | ---------------- | ---------------- | ---------------- | ---------------- | ---------------- |
| Olympijské hry          | —          |            |            |            | —                |                  |                  |                  | úč.              |
| Mistrovství světa       |            | X          | X          | —          |                  | úč.              | 7.               | 3.               |                  |
| Panamerické hry         |            |            |            | —          |                  |                  |                  | 3.               |                  |
| Panamerické mistrovství | 1.         | X          | X          | —          | —                | 1.               | 1.               | 1.               | 3.               |